# Santo Antão

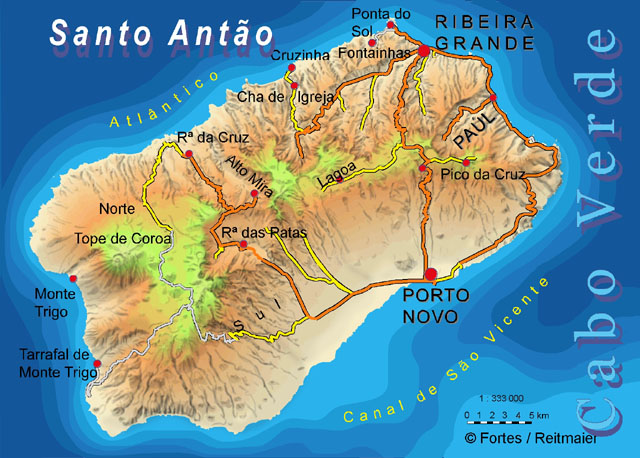
Mapa wyspy

Santo Antão (z port. „Święty Antoni”; kreol. Sontonton) – wyspa najdalej na zachód położona i największa wśród Wysp Zawietrznych, które wchodzą w skład Wysp Zielonego Przylądka. Z większych wysp najbliżej niej na południowy wschód leży São Vicente, którą oddziela kanał o nazwie Canal de São Vicente. Jest najdalej na zachód położoną większą wyspą z Wysp Zielonego Przylądka i całego kontynentu afrykańskiego oraz drugą co do wielkości wśród Wysp Zielonego Przylądka.

## Geografia
Wyspa w całości utworzona jest z materiału wulkanicznego. Najwyższa góra Topo da Coroa osiąga wysokość 1979 m. Druga co do wysokości jest Pico da Cruz i ma 1585 m. Wyspę dzieli na część północną i południową pasmo górskie, które długo uważano za nieprzebyte, a obecnie jest przecięte przez drogę. Głównym miastem wyspy jest Ponta do Sol na północnym wybrzeżu. Tam znajduje się nieczynny port lotniczy, podczas gdy port dla promów mieści się w Porto Novo na południowym wybrzeżu. Południowo-wschodnia część wyspy posiada suchy klimat, natomiast północno-zachodnia ma stosunkowo normalne opady. Doliny leżące na wyspie ulegają silnej erozji.

### Akweny
Plaże kąpielowe i miejsca połowów można znaleźć w pobliżu Tarrafal de Monte Trigo.

### Strumienie
- Ribeira do Passo w pobliżu Passo
- Ribeira das Bras w pobliżu Ribeira das Bras

### Góry i wulkany
Wyspa jest uważana za najbardziej górzystą z Wysp Zielonego Przylądka. Góry tworzy bazalt. Wiele wulkanów jest młodych, a szczególnie ich kaldery. Od 1999 wulkanolodzy obserwują stały wzrost temperatury wód w morzu w rejonie Ponta do Sol, co może wskazywać na zagrożenie nową erupcją.

### Szczyty
- Pau Seco (około 950 m)

## Historia
Wyspa została odkryta w 1462 przez Diogo Afonso, lecz nie otrzymała swej obecnej nazwy aż do około 1500. Po raz pierwszy została zasiedlona w 1548, a w XVII wieku ludzie z wysp Santiago i Fogo razem z mieszkańcami północnej Portugalii przybyli do dzisiejszego Vila da Ribeira Grande w północnej części wyspy. Potem wino i kawa stały się najważniejszymi towarami eksportowymi wyspy.

## Gospodarka
Rybołówstwo i rolnictwo to najważniejszy przemysł na wyspie.

### Rolnictwo
Produkty rolne wyspy obejmują trzcinę cukrową, pochrzyn, maniok, mango, banany i zboża. Głównym produktem na wyspie jest rodzaj rumu znany jako grog (grogue).
Wywożenie wielu produktów rolnych na inne wyspy jest zabronione od blisko dwóch dziesięcioleci z powodu plagi krocionogów (Spinotarsus caboverdus), choć rząd ogłosił, że zamierza zakończyć kwarantannę.

### Turystyka
Turystyka staje się coraz bardziej dominującym przemysłem na wyspie. Czynione są pewne inwestycje w agroturystyce.

## Podział administracyjny
Wyspa podzielona jest na trzy jednostki samorządowe:
- Paul CV-PA
- Porto Novo CV-PN
- Ribeira Grande CV-RG

### Gminy i osady
| - Alto Mira - Chã das Furnas - Coculi - Corvo - Cruzinha - Curral da Russa - Eito - Eito de Baixo | - Espongeiro - Fontainhas - Formiguinhas - Janela - Lomba dos Pombas - Lomba de Santo - Lourenço - Monte Trigo | - Nossa Senhora do Rosário – gmina - Nossa Senhora do Livramento – gmina - Paul - Passo - Pombas - Ponta do Sol - Porto Novo - Ribeira da Cruz | - Ribeira das Bras - Ribeira Grande - Santo António das Pombas – gmina - Santo Crucifixo – gmina - São João Baptista – gmina - São Pedro Apóstolo – gmina - Sinagoga - Tarrafal de Monte Trigo |

## Język
Oficjalnym językiem jest język portugalski. Poza tym większość ludności mówi w języku kreolskim.
- Estóra de Tipêde i Tilôbe („Opowieść o Ti Pedro i Ti Lobo”) autorstwa Luís Romano de Madeira Melo

## Znane osoby
- Roberto Duarte da Silva (1837–1889) – chemik
- Luís Romano de Madeira Melo - kompozytor
- Gabriel Mariano - eseista, powieściopisarz i poeta
- Manuel de Novas - kompozytor piosenek
- Antoninho Travadinha - skrzypek

## Odsyłacze zewnętrzne
- caboverde.com – informacje i zdjęcia z Santo Antão. [dostęp 2016-06-29]. (ang.).
- University of Massachusetts – informacje i zdjęcia z Santo Antão. [dostęp 2016-06-29]. (ang.).